# Deidre Laurens Jordaan
Deidre Laurens Jordaan (29 marzo 1995) è una giocatrice di badminton sudafricana.

## Palmarès
- Campionati africani

Kampala 2021: bronzo nel doppio misto
Kampala 2022: argento nel doppio femminile
Benoni 2023: oro nel doppio femminile e bronzo nel doppio misto